# Công viên Lumphini

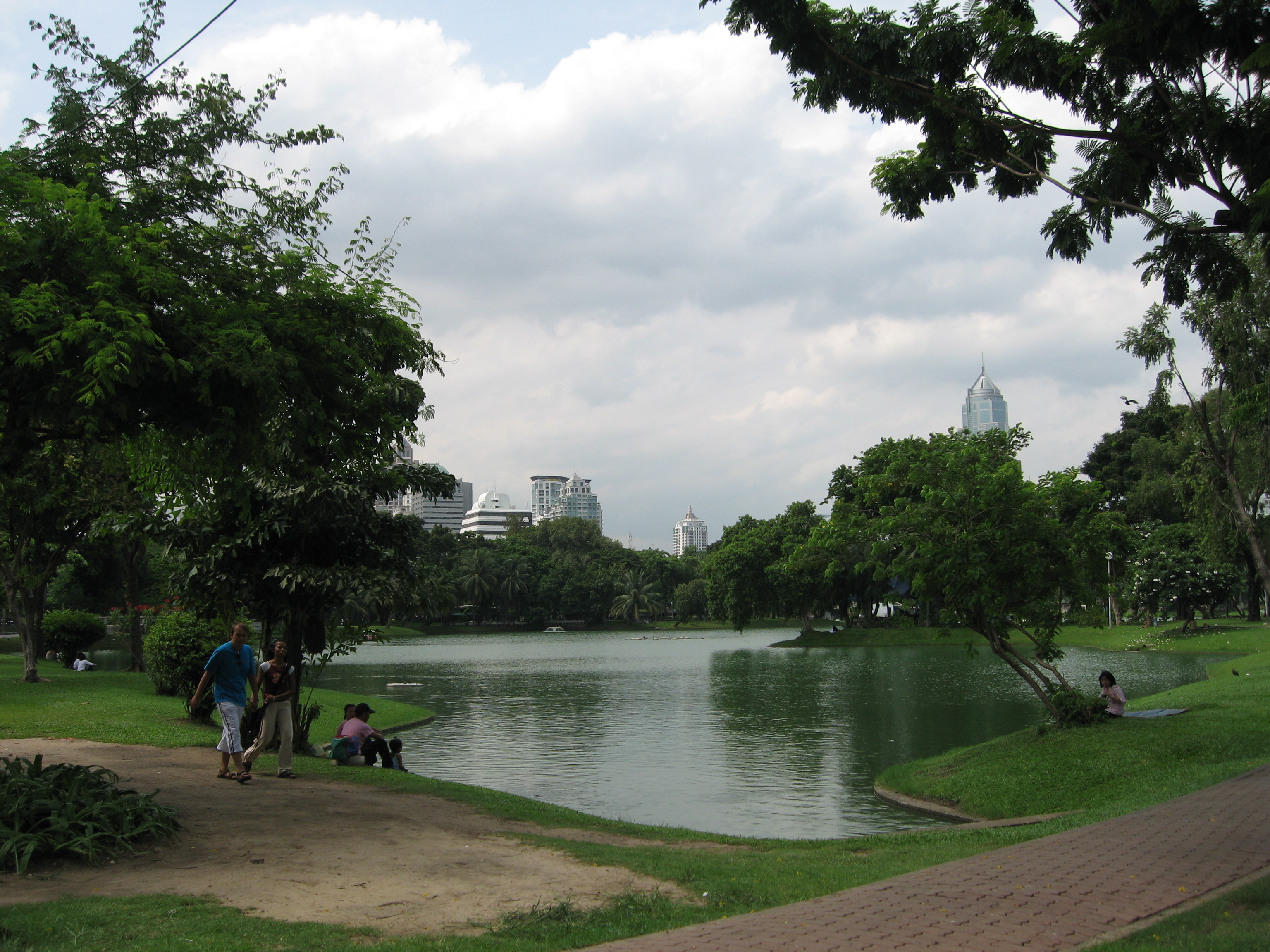
Một góc công viên Lumphini

Công viên Lumphini (tiếng Thái Lan:สวนลุมพินี; Lumphini đôi khi còn được viết là Lumpini hay Lumpinee) nằm tại cuối đại lộ Ratchadamri, ngay giao điểm với đại lộ Rama IV, là một sân vui chơi công cộng chính giữa thủ đô Bangkok và được xem là "lá phổi xanh " của thành phố. Bên trong sân vui chơi, ngay buổi bình minh, có những người cao niên tập thể dục, ngắm mặt hồ gợn sóng chạy dài ngoằn nghoèo chu vi 2,5 km. Mọi sinh hoạt trong công viên đều ngừng lại lúc 6 giờ chiều, khi quốc ca Thái Lan trỗi lên và mọi người đứng nghiêm để tỏ lòng yêu nước.